# 杏园天主教堂
杏园天主教堂，位于山东省淄博市张店区杏园街道。是中华人民共和国山东省省级文物保护单位之一，现为天主教周村教区主教座堂。
2013年，列入第四批山东省文物保护单位，该文物保护单位是一座近现代重要史迹及代表性建筑。